# 哥達瓦里大浴河節
哥達瓦里大浴河節是印度教一個節日，每一百四十四年舉行一次，為期十二日。最近一次在2015年7月14日開始，7月25日結束。下一次將於2159年舉行。
根據印度教說法，普什卡神每十二年就會進入印度十二條河流的其中一條。在神存在的那條河中洗浴，可以得到罪的赦免。節期取決於木星進入某一個星宮，而每一個星宮代表一條河流。代表哥達瓦里河的星宮是獅子宮。而每第十二個循環的最後一年——即第一百四十四年——是大節。